# 480-km-Rennen von Mexiko 1990

Streckenlayout des Autódromo Hermanos Rodríguez 1990

Das 480-km-Rennen von Mexiko 1990 auch FIA WSPC – Trofeo Hermanos Rodriguez, Mexico, fand am 7. Oktober auf dem Autódromo Hermanos Rodríguez statt und war der neunte und letzte Wertungslauf der Sportwagen-Weltmeisterschaft dieses Jahres.

## Das Rennen
Die Dominanz von Sauber Motorsport zeigte sich auch beim letzten Saisonrennen in Mexiko. Wäre der Siegerwagen von Jean-Louis Schlesser und Mauro Baldi nach dem Rennen nicht wegen eines Tankvergehens disqualifiziert worden, hätten die beiden Fahrerduos einen Doppelsieg eingefahren. So siegten die ursprünglich Zweitplatzierten Jochen Mass und Michael Schumacher im Mercedes-Benz C11 mit dem Vorsprung von zwei Runden auf Julian Bailey und Mark Blundell im Nissan R90CK.

## Ergebnisse

### Schlussklassement
| 1               | C1 | 2   | Team Sauber-Mercedes             | Jochen Mass Michael Schumacher                      | Mercedes-Benz C11 | 109 |
| 2               | C1 | 23  | Nissan Motorsports International | Julian Bailey Mark Blundell                         | Nissan R90CK      | 107 |
| 3               | C1 | 4   | Silk Cut Jaguar                  | Davy Jones Andy Wallace                             | Jaguar XJR-11     | 107 |
| 4               | C1 | 24  | Nissan Motorsports International | Kenny Acheson Gianfranco Brancatelli                | Nissan R90CK      | 106 |
| 5               | C1 | 8   | Joest Porsche Racing             | Jonathan Palmer Hans-Joachim Stuck                  | Porsche 962C      | 106 |
| 6               | C1 | 7T  | Joest Porsche Racing             | Bob Wollek Frank Jelinski                           | Porsche 962C      | 105 |
| 7               | C1 | 10  | Porsche Kremer Racing            | Bernd Schneider Tomas Lopez                         | Porsche 962 CK6   | 105 |
| 8               | C1 | 9   | Joest Porsche Racing             | Louis Krages Henri Pescarolo                        | Porsche 962C      | 103 |
| 9               | C1 | 27  | Obermaier Racing                 | Otto Altenbach Harald Grohs                         | Porsche 962C      | 103 |
| 10              | C1 | 21  | Spice Engineering                | Eliseo Salazar Fermín Vélez                         | Spice SE90C       | 103 |
| 11              | C1 | 13  | Courage Compétition              | Pascal Fabre Michel Trollé                          | Cougar C24S       | 102 |
| 12              | C1 | 32  | Konrad Motorsport                | Franz Konrad Harri Toivonen                         | Porsche 962C      | 102 |
| 13              | C1 | 44  | Peugeot Talbot Sport             | Keke Rosberg Jean-Pierre Jabouille                  | Peugeot 905       | 101 |
| 14              | C1 | 30  | G.P. Motorsport                  | Tom Hessert Enrique Contreras                       | Spice SE90C       | 91  |
| 15              | C1 | 20  | Team Davey                       | Bernard Jourdain Michel Jourdain senior             | Porsche 962C      | 88  |
| 16              | C1 | 41  | Alba Formula Team                | Giorgio Francia François Migault                    | Alba AR20         | 85  |
| Disqualifiziert |    |     |                                  |                                                     |                   |     |
| 17              | C1 | 1   | Team Sauber-Mercedes             | Jean-Louis Schlesser Mauro Baldi                    | Mercedes-Benz C11 | 109 |
| Ausgefallen     |    |     |                                  |                                                     |                   |     |
| 18              | C1 | 34  | Equipe Alméras Freres            | Jacques Alméras Jean-Marie Alméras                  | Porsche 962C      | 75  |
| 19              | C1 | 36  | Toyota Team Tom's                | Johnny Dumfries Roberto Ravaglia                    | Toyota 90C-V      | 70  |
| 20              | C1 | 15  | Brun Motorsport                  | Oscar Larrauri Harald Huysman                       | Porsche 962C      | 65  |
| 21              | C1 | 16  | Brun Motorsport                  | Walter Brun Jesús Pareja                            | Porsche 962C      | 56  |
| 22              | C1 | 39  | Swiss Team Salamin               | Antoine Salamin Max Cohen-Olivar                    | Porsche 962C      | 52  |
| 23              | C1 | 3   | Silk Cut Jaguar                  | Martin Brundle Jan Lammers                          | Jaguar XJR-11     | 46  |
| 24              | C1 | 14  | Richard Lloyd Racing             | Manuel Reuter Perry McCarthy                        | Porsche 962C GTi  | 42  |
| 25              | C1 | 29  | Chamberlain Engineering          | Richard Piper Charles Zwolsman senior               | Spice SE89C       | 23  |
| 26              | C1 | 37T | Toyota Team Tom's                | Geoff Lees John Watson                              | Toyota 90C-V      | 35  |
| 27              | C1 | 40  | The Berkeley Team London         | Pasquale Barberio Ranieri Randaccio                 | Spice SE89C       | 8   |
| Nicht gestartet |    |     |                                  |                                                     |                   |     |
| 28              | C1 | 17  | Brun Motorsport                  | Bernard Santal Massimo Sigala                       | Porsche 962C      | 1   |
| 29              | C1 | 26  | Brun Motorsport                  | Harald Grohs Otto Altenbach                         | Porsche 962C      | 2   |
| 30              | C1 | 2T  | Team Sauber-Mercedes             | Jean-Louis Schlesser Mauro Baldi Michael Schumacher | Mercedes-Benz C11 | 3   |
| 31              | C1 | 7   | Joest Porsche Racing             | Bob Wollek Frank Jelinski                           | Porsche 962C      | 4   |
| 32              | C1 | 28  | Chamberlain Engineering          | Alfonso Toledano Bernard Thuner                     | Spice SE89C       | 5   |
| 33              | C1 | 44T | Peugeot Talbot Sport             | Keke Rosberg Jean-Pierre Jabouille                  | Peugeot 905       | 6   |
| 34              | C1 | 12  | Courage Compétition              | Pascal Fabre Michel Trollé                          | Cougar C24S       | 7   |
| 35              | C1 | 22  | Spice Engineering                | Eliseo Salazar Fermín Vélez                         | Spice SE90C       | 8   |
| 36              | C1 | 35  | Automobiles Louis Descartes      | François Migault                                    | ALD C289          | 9   |

1 Unfall im WarmUp
2 Unfall im Training
3 Ersatzwagen
4 fuhren den Ersatzwagen
5 nicht gestartet
6 Ersatzwagen
7 nicht gestartet
8 nicht gestartet
9 Technische Abnahme nicht bestanden

### Nur in der Meldeliste
Hier finden sich Teams, Fahrer und Fahrzeuge, die ursprünglich für das Rennen gemeldet waren, aber aus den unterschiedlichsten Gründen daran nicht teilnahmen.
| Pos. | Klasse | Nr. | Team       | Fahrer        | Chassis      |
| ---- | ------ | --- | ---------- | ------------- | ------------ |
| 37   | C1     | 19  | Team Davey | Tim Lee-Davey | Porsche 962C |

### Klassensieger
| Klasse | Fahrer      | Fahrer             | Fahrzeug          | Platzierung im Gesamtklassement |
| ------ | ----------- | ------------------ | ----------------- | ------------------------------- |
| C1     | Jochen Mass | Michael Schumacher | Mercedes-Benz C11 | Gesamtsieg                      |

### Renndaten
- Gemeldet: 37
- Gestartet: 36
- Gewertet: 16
- Rennklassen: 1
- Zuschauer: 40.000
- Wetter am Renntag: sonnig und warm, am Ende leichter Regen
- Streckenlänge: 4,412 km
- Fahrzeit des Siegerteams: 2:47:54,907 Stunden
- Gesamtrunden des Siegerteams: 109
- Gesamtdistanz des Siegerteams: 481,889 km
- Siegerschnitt: 172,190 km/h
- Pole Position: Martin Brundle – Jaguar XJR-11 (#3) – 1:20,626 = 197,400 km/h
- Schnellste Rennrunde: Michael Schumacher – Mercedes-Benz C11 (#2) – 1:23,250 = 191,179 km/h
- Rennserie: 9. Lauf zur Sportwagen-Weltmeisterschaft 1990